# ポンタと遠足
『ポンタと遠足』（ポンタとえんそく）は、ARPLANTSが制作し2011年に公開された日本の自主制作アニメ。

## 概要
ARPLANTS（ガリレオ・コジロー）の2人によって原案が生まれたオリジナル短編アニメーション。上映の際にはARPLANTSの2人からは"らくがき"から生まれたアニメと紹介される。
2011年の完成披露上映会以降、日本各地での上映イベントを行い、第19回キンダーフィルム・フェスティバル 他、アメリカ、インド、メキシコ、台湾など海外の映画祭にも招待上映されている。

## キャスト
- ポンタ：小岩井ことり
- ケンタ：唐木稜生
- ママ：金子未佳
- 先生：鶏子

## スタッフ
- 原作、監督、脚本：ガリレオ
- 色彩設計、編集：ガリレオ
- 作画監督：ガリレオ
- 背景美術：ガリレオ
- 音楽：田中マコト
- エンディングテーマ「かえりみち」
歌：塚田千晴/作詞作曲：ガリレオ/編曲：田中マコト
- 挿入楽曲「Down By The Salley Gardens」（アイルランド民謡）
- 編曲：田中マコト
- 制作：ARPLANTS
- 宣伝、配給；BeexAnimation